# Antiblemma ochrilineata
Antiblemma ochrilineata är en fjärilsart som beskrevs av Paul Dognin 1912. Antiblemma ochrilineata ingår i släktet Antiblemma och familjen nattflyn. Inga underarter finns listade i Catalogue of Life.